# Cristóvão de Morais

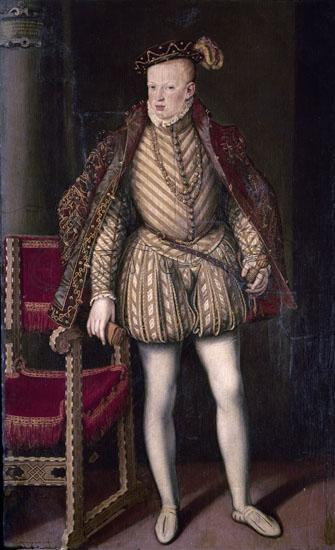
Don Sebastián de Portugal, 1565
Monastère des Déchaussées royales
Madrid.

Cristóvão de Morais est un peintre maniériste portugais, actif entre 1551 et 1571. Originaire de Castille, il aurait étudié à Anvers bien que l'influence d'Antonio Moro, perceptible dans les quelques œuvres qui nous sont parvenues, pourrait aussi avoir été reçue durant le séjour du Flamand au Portugal entre 1550 et 1552. 

## Biographie
On sait très peu de sa vie si ce n'est qu'1551, il a décoré un lit pour la quatrième reine doña Catherine de Castille, épouse de Jean III de Portugal. Peu de temps après, en 1554 il est nommé examinateur d'autres peintres, ce qui montre le prestige qu'il a alors atteint. En  1567 il peint la dernière de ses œuvres documentées : le retable de l'église du couvent de la Conception de Beja, à présent perdu.
Une seule œuvre signée nous est connue : le portrait du roi Sébastien Ier de Portugal conservé dans la salle de la Candilón du monastère des Déchaussées royales à Madrid, institution fondée par la mère du roi, Jeanne d'Autriche, à laquelle est probablement destinée la donation. La peinture est signée dans le coin inférieur gauche : « Christophorus a morales faciebat », et la colonne comporte en haut un cartouche donnant la date exacte du portrait, 10 janvier 1565 : « SEBASTIANUS. PRIMVS. RX/PORTUGALIE ALGVIS EX/ANS VNDECIMVM. DECIMA/DIE IANVARII. 1565 ». Un second portrait de Don Sebastian, plus ancien, peut-être peint en 1571 et commandé par Catherine d'Autriche, se trouve au Museu Nacional de Arte Antiga de Lisbonne. Splendide habit d'armure de trois quarts sur un fond sombre qui le met en évidence.

## Œuvres
- Portrait de Jeanne d'Autriche 1535-1573, fille de l'empereur Charles V, 1551-1552, huile sur toile, 99 × 81 cm, Musées royaux des beaux-arts de Belgique, Bruxelles
- Roi Sébastien Ier de Portugal (1554-1578), 1565, signé: « Christophorus a morales faciebat », huile sur toile, 161 × 102 cm, Monastère des Déchaussées royales, Madrid
- Portrait du roi Sébastien Ier de Portugal, 1571-1574, huile sur toile, 100 × 85 cm, musée national d’Art ancien, Lisbonne[3]

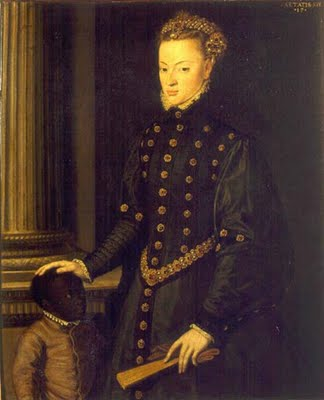
Jeanne d'Autriche, 1551 Bruxelles
Sébastien Ier de Portugal, 1571 Lisbonne

## Source de la traduction
- (es) Cet article est partiellement ou en totalité issu de l’article de Wikipédia en espagnol intitulé « Cristóvão de Morais » (voir la liste des auteurs).